# Куликов, Александр Геннадьевич
Алекса́ндр Генна́дьевич Кулико́в (27 мая 1965, Горький, РСФСР, СССР — 28 ноября 2016, с. Виноградное (Алушта), Крым) — российский кинопродюсер, актёр, певец и композитор. Заслуженный работник культуры Российской Федерации (2014).

## Биография
С детства увлекался философией, фантастикой, шахматами, моделированием судов, к 14 годам отлично играл на музыкальных инструментах. После окончания школы был призван в армию, служил в морской пехоте. В 1993 году поступил в Высшую школу экономики.
В 1995 году основал кинокомпанию «Союз маринс групп», став её руководителем.
С 2007 по 2010 год в качестве солиста и автора песен выступал с концертной группой морской пехоты России «Чёрные береты», записал альбомы «Моим друзьям», «Навсегда», «Всё сначала», «С любовью».
Продюсировал кино- и телевизионные проекты: телесериал «Морпехи» (2011), фильмы «Быть или не быть» (2011), «Туфельки» (2012), «Вий» (2014), «Пришелец» (2018), цикл художественных и документальных фильмов, артхаусных проектов.
Кроме кинематографии, компания Куликова занималась строительством и гостиничным бизнесом. По данным РБК на 2008 год «Союз маринс групп» принадлежало около 50 тысяч гектаров в Подмосковье. На сайте компании сообщалось о проектах малоэтажного загородного строительства жилья эконом-класса, в частности, комплекса в Раменском районе Московской области. В 2009 году «Союз маринс групп» занимала 30-е место в рейтинге крупнейших рантье Forbes c годовым оборотом 50 млн $. В её активах значатся отели: в Сочи — «Жемчужина» и «Маринс Парк Отель», прежде гостиница принадлежала Виктору Батурину; в Крыму — гостиница «Ялта-Интурист» и пансионат «Донбасс». Кроме того, в собственности компании одноимённый агрохолдинг.
Александр Куликов вёл социальную и благотворительную деятельность. В 2000 году его авторский проект помощи родильным домам «Колыбель» признан лауреатом конкурса благотворительных программ Фонда матери Терезы в Париже.
Являлся членом Союза кинематографистов России, почётным членом Клуба военачальников Российской Федерации.
28 ноября 2016 года погиб при крушении вертолёта Robinson R44 в окрестностях села Виноградное (Крым).

## Награды
- Орден «За заслуги перед Отечеством» IV степени;
- Почётное звание «Заслуженный работник культуры Российской Федерации» (2014 год) — за заслуги в области культуры и многолетнюю плодотворную деятельность;
- Благодарность Президента Российской Федерации (14 октября 2014 года);
- Благодарность от Государственной Думы Федерального Собрания Российской Федерации (20 августа 2015 года);
- Орден преподобного Серафима Саровского III степени;
- Знак Губернатора Московской области «За полезное»;
- Нагрудный знак ВВ МВД России «За отличие в службе»;
- Другие ведомственные и общественные награды России[5].